# 홉 하우스 13
홉 하우스 13(영어: Hop House 13)는 아일랜드의 라거로, 디아지오가 판매한다.

## 배경
홉 하우스 13은 기네스 더블린 포터, 기네스 웨스트 인디스 포터, 기네스 골든 에일을 제조하는 더 브루어스 프로젝트에 의해 양조된다. 맥주는 20세기 초에 존재했던 세인트 제임시스 게이트의 홉 상점 건물의 이름을 따서 명명되었다. 성공한 크래프트 맥주 산업의 영향을 받았다.

## 맛
홉 하우스 13은 보리, 기네스 효모, 오스트레일리안 갤럭시, 토파즈 홉, 아메리칸 모자이크 홉으로 양조된 더블 라거이다.
살구와 복숭아의 맛을 포함한 과일 향이 나며, 쓴 맛이 없고 아삭아삭하고 홉 맛이 난다. 색은 아이보리 화이트 헤드를 가진 황금 호박색이다. 알코올 도수는 5%이다.

## 배급
홉 하우스 13은 2015년 아일랜드에서 처음 제조되었다. 양조장 투어와 시음회를 포함한 대화형 체험 쇼와 함께 시작되었다. 체험 쇼는 성공하였고, 맥주는 첫 판매 직후 수많은 술집 주인들에 의해 주문되었다. 홉 하우스 13은 영국, 그리고 전세계로 수출되었다. 판매 시작한지 1년 만에 영국의 1,000곳의 펍과 기타 허가된 곳에서 판매되었으며 슈퍼마켓으로도 판매되었다. 맥주는 2016년 수백만 파운드에 달하는 광고 캠페인 (유튜브 및 기타 소셜 미디어 웹사이트에 대한 광고 포함)으로 크게 홍보되었다.
홉 하우스 13의 판매 호조로 유럽의 기네스 제품 판매가 2% 증가했다. 2019년, 디아지오는 대한민국에서도 판매를 시작하였다.